# 328477 Eckstein
328477 Eckstein este o planetă minoră (asteroid) din centura de asteroizi. A fost descoperită pe 21 aprilie 2009 la Mayhill⁠(d) de Erwin Schwab⁠(d). 
Obiectul prezintă o orbită caracterizată de o semiaxă mare de 2,3306126720756 UAi, o excentricitate de 0,16, o înclinație de 0,8 ° în raport cu ecliptica.